# Нерето
Нерѐто (на италиански: Nereto) е градче и община в Южна Италия, провинция Терамо, регион Абруцо. Разположено е на 163 m надморска височина. Населението на общината е 5141 души (към 2010 г.).